# الطيب بوعشرين
أبو عبد الله محمد الطيب بن اليماني المدعو بأبي عشرين وبوعشرين (مواليد 1211هـ، مكناس - 14 شعبان 1286 هـ، مراكش ) فقيه مغربي تولى تربية أبناء السلطان عبد الرحمن بن هشام، وأصبح الصدر الأعظم خلال حكم السلطان محمد الرابع.

## مسيرته
بوعشرين هي إحدى الأسر المكناسية الشهيرة، كانت لها الصدارة العلمية والسياسية  خلال عهد العلويين. أصولها أنصارية خزرجية أندلسية، أطلقت عليهم كنية بوعشرين تخفيفا للكنية القديمة التي كانوا يكنون بها وهي بنو عشرين أو أبو عشرين، وكان أول من خرج منهم من الأندلس إلى عدوة المغرب أبو الحجاج يوسف ابن عشرين البياسي. واستوطنوا تونس أولا ثم فاس فسلا واستقروا بمكناس وانتقل جزء منهم لاحقا إلى مراكش.

نشأ الطيب في أسرة علم، قرأ على يد والده اليماني بوعشرين منذ صباه، وأخذ عنه جملة من العلوم. وقد أجازه كثير من العلماء في أصناف عديدة من العلوم، منهم بدر الدين الحمومي. ويصفه المؤرخون بالفقيه العلامة المفوه المشارك، ذو خط بارع وإنشاء بديع.
اجتباه السلطان مولاي عبد الرحمن بن هشام لتعليم أولاده، فكان الطيب بمثابة المرشد الموجه لمحمد بن عبد الرحمان. وتمسك به هذا الاخير وجعله وزيرا له عندما تولى العرش بعد والده.
ورغم ما كان للوزير من حظوة لدى السطان محمد الرابع، لم ينج من مضايقة الحاجب، الذي أصبح يزاحمه في تدبير شؤون الوزارة، فشعر الوزير الصدر بانقلاب الأحوال وتزايد نفوذ موسى بن أحمد لدى السلطان، فتخوف على أهله وذويه، وكتب إلى السلطان يتشفع إليه بإسدال ظهير التوقير والاحترام على أبنائه، فاستجاب السلطان لطلبه، وأصدر ظهير التوقير والاحترام في حق أبنائه أينما كانوا ساكنين مجتمعين أو متفرقين، ونص الظهير مذكور بالكامل في «إتحاف أعلام الناس» لابن زيدان.
وخلال اشتغال الطيب بوعشرين في منصب الوزارة لمدة عشر سنوات، كان يعاني من مرض حصى الكلى الذي لازمه طوال هذه المدة، وتوفي عشية يوم الخميس 14 شعبان 1286 هـ بمشور أبي الخصيصات من دار السلطان بمراكش، وحمل إلى داره وصلى عليه بعد الجمعة بمسجد المواسين ودفن بضريح الشيخ أبي محمد الغزواني من حومة القصور.